# Incidente stradale del viadotto Acqualonga
L'incidente stradale del viadotto Acqualonga avvenne la sera del 28 luglio 2013 lungo l'autostrada A16 nei pressi di Monteforte Irpino in provincia di Avellino, quando un pullman, a causa di un guasto all'impianto frenante e alla mancata resistenza del guardrail autostradale, precipitò da un viadotto provocando 40 vittime.
Tale incidente stradale è considerato il più grave tra quelli che si sono verificati sul territorio italiano ed uno tra i più gravi in Europa.

## La tragedia
Intorno alle ore 21:00 di domenica 28 luglio 2013 numerose chiamate al 118 e al 113 segnalavano un grave incidente stradale avvenuto su un viadotto dell'autostrada A16 Napoli-Canosa intorno alle 20:30. Venne riferito che un pullman aveva sbandato e colliso con alcune auto per poi sfondare il guardrail e precipitare nella scarpata sottostante il viadotto, che era situato nel territorio del comune di Monteforte Irpino in provincia di Avellino. I soccorsi furono tempestivi, per via della gravità della situazione che traspariva dalle telefonate. Alle 21 circa le prime pattuglie di Vigili del Fuoco e ambulanze constatarono la presenza dell'autobus precipitato in località Acqualonga, nel territorio di Monteforte Irpino.

### La dinamica dell'incidente
Verso le ore 19:40 un pullman Volvo B12 Echo di proprietà dell'agenzia di viaggi Mondo Travel proveniente da Telese Terme e Pietrelcina entrò sulla A16 tramite il raccordo autostradale 9 di Benevento in direzione di Napoli e Pozzuoli, con a bordo 48 persone (47 passeggeri ed il conducente Ciro Lametta). Durante il tragitto, dopo aver superato i caselli di Avellino Est e Avellino Ovest, il bus si apprestava a salire in territorio di Monteforte Irpino, quando molti passeggeri udirono strani rumori provenire dall'interno del mezzo ed avvisarono l'autista, il quale però continuò a marciare. Dopo la galleria Quattro Cupe di Monteforte Irpino, verso le 20:30, un giunto cardanico dell'albero di trasmissione si ruppe tranciando l'impianto frenante: a questo punto il bus diventò ingovernabile, non poté più frenare in alcun modo e cominciò a sbandare, urtando varie automobili e mezzi commerciali bloccati nel traffico dell'autostrada a causa di un cantiere, dopodiché vi fu un primo impatto con il guardrail del viadotto Acqualonga. L’autista cercò in tutti i modi possibili di far rientrare in carreggiata il mezzo, il quale però, urtando altri veicoli, impattò per la seconda volta con il viadotto. I new jersey esterni (che dopo diverse e molte ispezioni, nonché sentenze, sarebbero risultati non sicuri) non resistettero all'impatto del pullman, lasciando che il bus precipitasse dal viadotto per più 30 metri in una vallata.

## Vittime
Dalle lamiere dell'autobus furono estratti 38 cadaveri e 10 feriti, fra cui tutti i bambini presenti nell'autobus. Due feriti morirono in seguito per le ferite riportate: si trattò di Simona  e Silvana Del Giudice (le più giovani tra le vittime),la più piccola è morta il 6 agosto a soli 16 anni, e di Salvatore Di Bonito, 54 anni, deceduto il 7 settembre. I funerali di Stato delle prime 38 vittime si svolsero nel Palasport di Pozzuoli il 31 luglio 2013 alla presenza delle più alte cariche dello Stato. Ecco l’elenco delle vittime:
- Immacolata Ambrosio,
- Anna Acquarulo, 64 anni
- Assunta Artiaco, 61 anni
- Gennaro Artiaco, 74 anni
- Carolina Basile, 58 anni
- Giovanni Basile, 53 anni
- Salvatore Bruno, 67 anni
- Luciano Caiazzo, 40 anni
- Mario Caiazzo, 54 anni
- Maria Carannante, 59 anni
- Raffaela Chiocca, 72 anni
- Giovanni Conte, 50 anni
- Maria Luisa Corsale, 63 anni
- Antonio Del Giudice, 50 anni
- Silvana Del Giudice, 22 anni
- Simona Del Giudice, 16 anni
- Teresa Delle Cave, 68 anni
- Salvatore Di Bonito, 54 anni
- Filomena Di Paolo, 50 anni
- Gennaro Esposito, 58 anni
- Agnese Illiano, 73 anni
- Barbara Illiano, 63 anni
- Olga Iodice, 72 anni
- Elisabetta Iuliano, 78 anni
- Ciro Lametta, 44 anni[N 1][13]
- Giuseppina Lucignano, 82 anni
- Anna Mirelli, 48 anni
- Irene Musto, 74 anni
- Procolo Paone, 84 anni
- Pasquale Parrella, 62 anni
- Anna Raiola, 83 anni
- Teresa Restivo, 32 anni
- Luigia Rocco,
- Antonietta Rusciano, 48 anni
- Maria Rosaria Rusciano, 51 anni
- Maria Elisabetta Russo, 64 anni
- Alfonso Terracciano, 68 anni
- Salvatore Testa, 88 anni
- Vincenza Trincone, 49 anni
- Biagio Vallefuoco, 54 anni

## Sentenze

### Sentenza di primo grado
Dopo cinque anni e mezzo, ovvero durante il 2019, il tribunale di Avellino ha dato lettura delle sentenze di primo grado per i 15 imputati coinvolti nel processo dell'incidente del Viadotto Acqualonga. Alcune delle pene inflitte, secondo i familiari delle vittime, sono frutto del "dio Denaro".
Nel dettaglio, i risultati della sentenza sono questi:

#### Azienda "Mondo Travel"
- Gennaro Lametta: richiesti 12 anni, successivamente confermati in condanna.

#### Motorizzazione civile di Napoli
- Antonietta Ceriola: richiesti 9 anni, successivamente condannata a 8 anni;
- Vittorio Saulino: richiesti 6 anni e 6 mesi, successivamente assolto.

#### Autostrade per l'Italia
- Amministratore delegato, Giovanni Castellucci: richiesti 10 anni, successivamente assolto (ma poi condannato, il 10 aprile 2025, in via definitiva dalla Cassazione a 6 anni di reclusione);
- Direttore di tronco, Paolo Berti: richiesti 10 anni, successivamente condannato a 5 anni e 6 mesi;
- Ex direttore generale, Riccardo Mollo: richiesti 10 anni, successivamente assolto;
- Dirigente Michele Renzi: richiesti 10 anni, successivamente condannato a 5 anni;
- Dirigente Nicola Spadavecchia: richiesti 10 anni, successivamente condannato a 6 anni;
- Dirigente Bruno Gerardi: richiesti 10 anni, successivamente condannato a 5 anni;
- Dirigente Michele Maietta: richiesti 10 anni, successivamente assolto;
- Dirigente Gianluca De Franceschi: richiesti 10 anni, successivamente condannato a 6 anni;
- Dirigente Gianni Marrone: richiesti 10 anni, successivamente condannato a 5 anni e 6 mesi;
- Dirigente Massimo Fornaci: richiesti 10 anni, successivamente assolto;
- Dirigente Marco Perna: richiesti 10 anni, successivamente assolto;
- Dirigente Antonio Sorrentino: richiesti 10 anni, successivamente assolto.

### Sentenza di secondo grado e della Corte d'Appello di Napoli
Nel corso del 2023, tra luglio e settembre, il tribunale di Avellino ha dato lettura delle sentenze di secondo grado, confermando la pene già inflitte a chi ne è stato soggetto, marcando il nome di Gennaro Lametta e confermando i suoi anni di pena da scontare.
Nel dettaglio, Giovanni Castellucci, l'ex amministratore delegato di Autostrade per l'Italia, è stato condannato a sei anni dopo essere stato assolto in primo grado. Anche gli altri dirigenti di tale azienda, Mollo, Fornaci e Perna hanno ricevuto condanne di sei anni. Tuttavia, le condanne per Spadavecchia e Berti sono state ridotte a 5 anni, mentre Marrone, De Franceschi e Gerardi sono stati condannati a 3 anni ciascuno.
La vicenda dell'incidente, quindi, si conclude con la conferma di tutte le condanne inflitte in primo e secondo grado, da parte della Corte di Cassazione in data 11 aprile 2025: le condanne riguardano coloro che all'epoca erano dirigenti di Autostrade per l'Italia, i due componenti della Motorizzazione Civile di Napoli e, special modo, a Gennaro Lametta, responsabile principale del problema causato a seguito della mancata regolarizzazione del veicolo per circolare su strada.